# Guci
Guci (guslari, muzikaši i sl.) su izvorni hrvatski glazbeni sastavi sastavljeni od nekoliko violina (dvije ili tri) uz pratnju bajsice ili bugarije te bajsa. Guci su egzistirali u središnjem te sjevernom dijelu Hrvatske tj. u Hrvatskom Zagorju, Prigorju, Podravini, Međimurju, posebice u Karlovačkom kraju te drugdje. Njihovo pojavljivanje zapisano je u 18. stoljeću i snažno se ukorijenilo u našu glazbenu tradiciju. Danas su guci nepravedno zapali u sjenu tamburaša i kombiniranih „narodnih“ sastava te ih je vrlo rijetko vidjeti i čuti na pozornici. 

## Violina u hrvatskoj narodnoj glazbi
Nakon solističkih tradicijskih instrumenata violine (gusle) su prvi instrument koji je ušao u narodnu tradiciju da bi tek potom pridošle i tambure. Prvi orkestar u Slavoniji su činile gajde i violina, u Bosanskoj Posavini šargija i violina, a u središnjem dijelu Hrvatske - guci. Violinisti (guslari) su u narodu imali povlašteni položaj te im je umijeće sviranja na violini davalo značajne povlastice. Svaki pravi violinist je imao svoj drmeš (ples u kolu) ili polku, a narod ih je imenovao njihovim imenima.

## Karlovački guci
Guci su posebice karakteristika karlovačkog, dugoreškog i ozaljskog područja gdje su se kao amaterski sastavi te dijelovi kulturno-umjetničkh društava održali sve do danas.
Na karlovačko-ozaljsko-dugoreškom području guci su sastav svirača s jednom ili dvije violine i trostrunim basom veličine violončela, takozvanim '‘bajsom’'.
Postoje od 18. stoljeća. Svirali su na svadbama, proštenjima, plesnim zabavama i u sličnim prigodama. U 20. stoljeću preoblikuju se u mješovite nakon što počinju koristiti instrument bugariju, a bajs zamjenjuju trzalačkim basom ili tamburom berdom. Guci s vremenom proširuju repertoar popularnom glazbom, a harmonikama polako zamjenjuju violine. U sastavima se počinju koristiti električna gitara i električna bas-gitara. Povratak izvornom izričaju nastupa pokraj 20. stoljeća.
Nakon osamostaljivanja Republike Hrvatske dolazi do osnaživanja folklornog amaterizma te obnavljanja sastava guca s jednom do dvije violine, tamburom bugarijom i trzalačkim basom. Većina ih je, osobito na početku ovog razdoblja, u sastavu imala i harmoniku, jer mnogi svirači nisu imali iskustvo sviranja u sastavima bez nje. Ipak, s vremenom je ona uklonjena, posebno za nastupe na smotrama folklora i na Večeri selskih gucov, tradicionalnoj karlovačkoj priredbi. Uvjet nastupa na tom koncertu jest da se ne koristi harmonika, čime se htjela vratiti veća uloga violinista.
Ministarstvo kulture uvrstilo je guce u Registar kulturnih dobara Republike Hrvatske. Time je autohtoni glazbeni izričaj Karlovačke županije postao predmetom zaštite hrvatske države. Guci su također kandidirani za UNESCO-ov Registar nematerijalne kulturne baštine.

## Rozganje
Rozganje (ojkanje, treskanje) je hrvatska autohtona arhaična vrsta pjevanja, s karakterističnim potresanjem glasa, prisutna u Karlovačkoj županiji, a koja je također kandidirana za UNESCO-ov Registar nematerijalne kulturne baštine.